# Missourians

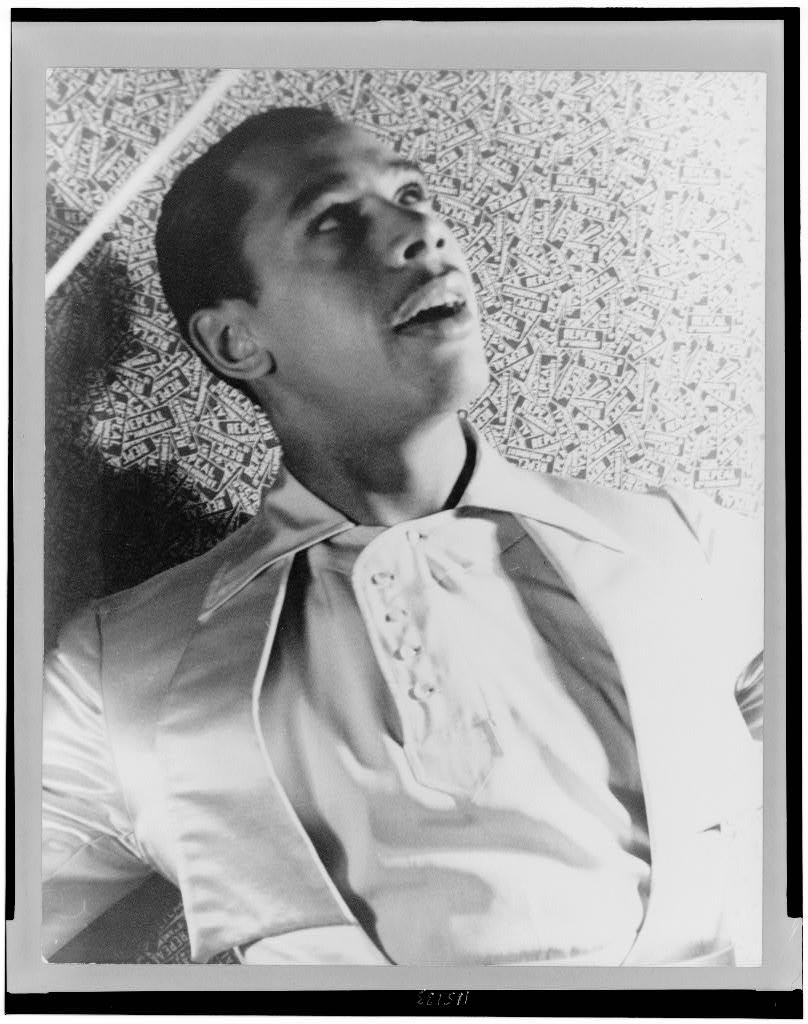
Cab Calloway (Porträt als Bandleader, ca. 1933; Fotografie von Carl van Vechten)

Die Missourians waren eine der bekanntesten Jazzbands im New York der 1920er Jahre.
Die Band wurde 1923 als Wilson Robinsons Synchopators gegründet und war durch Benny Moten beeinflusst. Die Gruppe zog Mitte der 1920er Jahre nach New York und wurde im Jahr 1926 die Hausband des Cotton Club. Nach dem Tod des Bandleaders Andy Preer 1927 verloren sie ihre dortige Stellung als Cotton Club Orchestra. In ersten Einspielungen aus dieser Zeit gehörte unter anderem Sidney De Paris zur Gruppe. Die zehnköpfige Formation ging 1927 mit Ethel Waters auf Tournee.
Unter der Leitung des Altsaxophonisten George Scott spielte die Band von 1928 bis 1929 als Hausband im Savoy Ballroom. 1929 und 1930 kam es zu einigen Einspielungen für RCA.  Bekannte Bandmitglieder waren in dieser Zeit: Lammar Wright senior, Ruben Reeves, Harry White, Walther Thomas, William Thornton Blue, Andy Brown, R. Q. Dickerson, Jimmy Smith, Charley Stamps und Earres Prince. 
Ab 1929 arbeitete die Band auch mit Cab Calloway zusammen. Er übernahm 1930 die Band, aus der dann Cab Calloways Cotton Club Orchestra und eine der bekannten Swing-Formationen wurde. Dabei tauschte er einen großen Teil der Musiker aus.